# Гаража, Леонид Фёдорович
Леонид Фёдорович Гаража (укр. Леонід Федорович Гаража; род. 1980) — украинский спортсмен-гиревик; Мастер спорта Украины (2009); капитан милиции.

## Биография
Родился 1 февраля 1980 года в городе Лозовая Харьковской области Украинской ССР.
Спортом занимался с детства, гиревым — с 2002 года, когда учился в вузе.
С 1999 по 2000 годы находился в Вооружённых силах Украины, служил в пограничных войсках на украинско-польской границе. После демобилизации, с 2001 по 2005 годы учился в Донецком юридическом институте МВД Украины на факультете криминальной милиции. В 2005—2006 годах работал оперуполномоченным отдела по борьбе с незаконным оборотом наркотиков линейного отдела на железнодорожной станции Лозовая Южной железной дороги.
С 2006 года Леонид Гаража работает в Донецком юридическом институте МВД Украины, стал майором милиции.

## Спортивные достижения
В 2008 году на чемпионате Украины в Керчи выполнил норматив кандидата в мастера спорта Украины (весовая категория 65 кг), в 2009 году в Луганске на чемпионате Украины — норматив мастера спорта Украины. Тренируется у Артура Сасика и Руслана Венжеги в спортивном обществе «Динамо».
Является неоднократным победителем и призёром международных турниров и ведомственных соревнований. Его личные достижения:
- Бронзовый призёр чемпионата мира в толчке длинным циклом (2013).
- Серебряный призёр чемпионата Украины в толчке длинным циклом (2012).
- Бронзовый (2010 и 2013), а также серебряный (2012) призёр Кубков Украины.